# Назарова, Татьяна Ивановна
Татья́на Ива́новна Наза́рова (урождённая Мартыненко; р. 5 октября 1960, Сочи) — российская певица и поэт-песенник.
Начинала как эстрадная певица муниципального уровня в Сочи. В конце 1980-х переключилась на сочинение текстов песен. Песни на слова Назаровой исполняли группа «Фристайл», Светлана Лазарева, Феликс Царикати, Лариса Долина, Ирина Аллегрова, Николай Басков, Алла Пугачева. Наибольшую известность ей принесла песня «Ах, какая женщина!» (1995).
С 2003 года выступает как автор-исполнитель песен, к которым пишет не только слова, но и музыку.

## Биография
Татьяна Мартыненко родилась 5 октября 1960 году в Сочи. Отец оставил семью, когда Татьяна была совсем маленькой, и она воспитывалась матерью.
После окончания средней школы была принята в Объединение Музыкальных Ансамблей и работала певицей в ресторанах города.
В 1980 году поступает на эстрадное отделение Сочинского музыкального училища по классу вокала.
В 1983—1990 годы Солистка эстрадного оркестра концертного зала «Фестивальный» (г. Сочи)
В 1987—1988 годы работала во Всесоюзной Творческой Мастерской Эстрадного Искусства. Не удовлетворившись материалом, который ей предлагают, приходит к решению самой писать свой репертуар!
В 1991 года в Сочи приезжает на гастроли группа «Фристайл». Татьяна встречается с руководителем группы Анатолием Розановым и показывает написанные к тому времени песни. Результатом этой встречи стало семилетнее сотрудничество с коллективом в качестве автора тестов.
Долгое время в 1990-х годах Татьяна Назарова пользовалась творческим псевдонимом, образованным от девичьей фамилии матери, но по паспорту она была Татьяна Мартыненко. Позже, отказавшись от фамилии отца, она сделала фамилию Назарова паспортной. Эти изменения внесли путаницу в авторство слов песни «Ах, какая женщина!»: когда была выпущена минусовка песни для караоке, из анкеты была взято имя автора слов Т. Мартыненко. Некоторые зрители и слушатели на основании этого считали, что слова «мужской» песни написал мужчина по фамилии Мартыненко и иногда в достаточно резкой форме высказывали Назаровой претензии в самозванстве.
С 1998 по 2002 год работала в Москве. Там написаны песни в творческом тандеме с Игорем Крутым — «Остров тысячи поцелуев» (исп. И.Аллегрова), «Хрустальный бокал» (исп. И.Крутой), «Ты — мой свет» (исп. Н.Басков), «Игра» (исп. А. Пугачева). Продолжает работать с Светланой Лазаревой, Феликсом Царикати, сёстрами Зайцевыми, Ларисой Долиной и др.

## Политические взгляды
В 2014 году написала песню «Мы — личная армия Путина», клип на которую был выложен в Интернет неизвестным автором в 2015 году.